# Arctopsyche grandis
Arctopsyche grandis là một loài Trichoptera trong họ Hydropsychidae. Chúng phân bố ở miền Tân bắc.